# Phrynopus pereger
Oreobates pereger là một loài ếch trong họ Leptodactylidae. Chúng là loài đặc hữu của Peru.
Môi trường sống tự nhiên của chúng là các khu rừng vùng núi ẩm nhiệt đới hoặc cận nhiệt đới. Loài này đang bị đe dọa do mất môi trường sống.